# Tengiz Chubuluri
Tengiz Chubuluri, v Gruzii známější jako Temur Chubuluri (თემურ ხუბულური), (* 24. května 1955 v Skře, Sovětský svaz) je bývalý sovětský zápasník – judista a sambista gruzínské národnosti, stříbrný olympijský medalista v judu z roku 1980.

## Sportovní kariéra
Začínal se sambem ve věku 13 let pod vedením Givi Zautašviliho. Judu se věnoval od roku 1973 v Gori po vzoru olympijského vítěze Šoty Čočišviliho a pod vedeném Gurama Papitašviliho. V roce 1976 narychlo zastupoval Ramaze Charšiladzeho na mistrovství Evropy a získal první místo. V sovětské reprezentaci se však naplno prosadil až v roce 1979 a v roce 1980 startoval na domácích olympijských hrách v Moskvě. Na olympijský turnaj však nevyladil optimálně formu. Ve čtvrtfinále ho rozhodčí podrželi praporky proti Němci Dietmaru Lorenzovi, ale ve finálu prohrál na koku s Belgičanem Robertem Van de Wallem. Získal stříbrnou olympijskou medaili. V roce 1981 Wallemu vrátil prohru na mistrovství světa. S aktivní kariérou se rozloučil v roce 1984. Věnuje se trenérské a funkcionářské práci.

## Výsledky
| Turnaj             | 1976           | 1977           | 1978           | 1979           | 1980           | 1981           | 1982           |
| Turnaj             | 21             | 22             | 23             | 24             | 25             | 26             | 27             |
| Turnaj             | polotěžká váha | polotěžká váha | polotěžká váha | polotěžká váha | polotěžká váha | polotěžká váha | polotěžká váha |
| ------------------ | -------------- | -------------- | -------------- | -------------- | -------------- | -------------- | -------------- |
| Olympijské hry     | —              |                |                |                | 2.             |                |                |
| Mistrovství světa  |                |                |                | 1.             |                | 1.             |                |
| Mistrovství Evropy | 1.             | ?              | —              | 1.             | —              | 2.             | 5.             |